# FK Zaria Leninsk-Kouznetski
Maillots
Le Zaria Leninsk-Kouznetski (russe : «Заря» Ленинск-Кузнецкий) est un club de football russe fondé en 1989 et basé à Leninsk-Kouznetski.

## Histoire
Après la dissolution de l'Union soviétique, le club intègre la nouvelle troisième division russe en 1992, dont il est promu à l'issue de la saison pour rejoindre la deuxième division où il évolue durant cinq saisons jusqu'à sa relégation à l'issue de la saison 1997.

## Bilan sportif

### Classements en championnat
La frise ci-dessous résume les classements successifs du club en championnat.

### Bilan par saison
| Saison      | Championnat  | Championnat  | Championnat  | Championnat  | Championnat  | Championnat  | Championnat  | Championnat  | Championnat  | Championnat  | Coupe de Russie     |
| Saison      | Division     | Pos          | Pts          | J            | V            | N            | D            | BP           | BC           | Diff         | Coupe de Russie     |
| ----------- | ------------ | ------------ | ------------ | ------------ | ------------ | ------------ | ------------ | ------------ | ------------ | ------------ | ------------------- |
| 1990 (URSS) | 4e Zone 10   | 15e          | 5            | 28           | 2            | 1            | 25           | 12           | 66           | -54          | —                   |
| 1991 (URSS) | 4e Zone 10   | 17e          | 21           | 34           | 8            | 5            | 21           | 24           | 56           | -32          | —                   |
| 1992        | 3e Zone 6    | 1er          | 40           | 24           | 18           | 4            | 2            | 67           | 12           | +55          | —                   |
| 1993        | 2e Est       | 3e           | 39           | 30           | 15           | 9            | 6            | 47           | 24           | +23          | Deuxième tour       |
| 1994        | 2e           | 7e           | 44           | 42           | 20           | 4            | 18           | 80           | 64           | +16          | —                   |
| 1995        | 2e           | 12e          | 58           | 42           | 17           | 7            | 18           | 69           | 53           | +16          | Deuxième tour       |
| 1996        | 2e           | 6e           | 66           | 42           | 19           | 9            | 14           | 54           | 63           | -9           | Seizièmes de finale |
| 1997        | 2e           | 18e          | 45           | 42           | 12           | 9            | 21           | 39           | 58           | -19          | Quarts de finale    |
| 1998        | 3e Est       | 10e          | 34           | 30           | 8            | 10           | 12           | 27           | 33           | -6           | Deuxième tour       |
| 1999        | 3e Est       | 13e          | 24           | 30           | 6            | 6            | 18           | 20           | 40           | -20          | Deuxième tour       |
| 2000        | 4e Sibérie   | 9e           | 1            | 16           | 0            | 1            | 15           | 10           | 51           | -41          | Deuxième tour       |
| 2001        | Club inactif | Club inactif | Club inactif | Club inactif | Club inactif | Club inactif | Club inactif | Club inactif | Club inactif | Club inactif | Club inactif        |
| 2002        | 4e Sibérie   | 3e           | 24           | 14           | 7            | 3            | 4            | 30           | 14           | +16          | —                   |
| 2003        | Club inactif | Club inactif | Club inactif | Club inactif | Club inactif | Club inactif | Club inactif | Club inactif | Club inactif | Club inactif | Club inactif        |
| 2004        | 4e Sibérie   | 7e           | 13           | 14           | 3            | 4            | 7            | 13           | 22           | -9           | —                   |
| 2005        | 3e Est       | 9e           | 24           | 30           | 6            | 6            | 18           | 17           | 41           | -24          | —                   |
| 2006        | 3e Est       | 13e          | 13           | 36           | 1            | 10           | 25           | 19           | 66           | -47          | Troisième tour      |
| 2007        | 3e Est       | 10e          | 21           | 30           | 4            | 9            | 17           | 20           | 55           | -35          | Troisième tour      |
| 2008        | 4e Sibérie   | 10e          | 8            | 18           | 2            | 2            | 14           | 18           | 42           | -24          | Deuxième tour       |
| 2009        | 5e Kemerovo  | 3e           | 41           | 20           | 12           | 5            | 3            | 59           | 18           | +41          | —                   |
| 2010        | 5e Kemerovo  | 5e           | 35           | 21           | 11           | 2            | 8            | 61           | 39           | +22          | —                   |
| 2011        | 5e Kemerovo  | 2e           | 43           | 18           | 14           | 1            | 3            | 87           | 16           | +71          | —                   |
| 2012        | 5e Kemerovo  | 2e           | 47           | 21           | 14           | 5            | 2            | 68           | 25           | +43          | —                   |
| 2013        | 5e Kemerovo  | 2e           | 35           | 15           | 11           | 2            | 2            | 58           | 12           | +46          | —                   |
| 2014        | 5e Kemerovo  | 1er          | 25           | 10           | 8            | 1            | 1            | 39           | 9            | +30          | —                   |
| 2015        | 5e Kemerovo  | 2e           | 19           | 10           | 6            | 1            | 3            | 20           | 15           | +5           | —                   |
| 2016        | 5e Kemerovo  | 7e           | 7            | 12           | 2            | 1            | 9            | 7            | 32           | -25          | —                   |
| 2017        | Club inactif | Club inactif | Club inactif | Club inactif | Club inactif | Club inactif | Club inactif | Club inactif | Club inactif | Club inactif | Club inactif        |
| 2018        | 5e Kemerovo  | 2e           | 19           | 10           | 6            | 1            | 3            | 24           | 14           | +10          | —                   |

Légende
- Promotion en division supérieure
- Relégation en division inférieure

### Palmarès
- Championnat de Russie D3
  - Champion : 1992 (zone 6).